# Selena Royle
Selena Royle, née le 6 novembre 1904 à New York (État de New York, États-Unis), morte le 23 avril 1983 à Guadalajara (État de Jalisco, Mexique), est une actrice américaine.

## Biographie
Selena Royle débute au théâtre en 1921, à Broadway (dans Launcelot and Elaine, pièce écrite par le dramaturge Edwin Milton Royle, son père), où elle joue régulièrement jusqu'en 1937, principalement dans des pièces, mais aussi dans une comédie musicale.
Au cinéma, elle apparaît dans un premier film en 1932, puis attendra 1944 (dans l'intervalle, elle se consacre au théâtre et à des shows radiophoniques) pour véritablement revenir au Septième Art. En 1951, elle est victime du maccarthysme et inscrite sur « liste noire », ce qui met un terme quasi-définitif à sa carrière (elle ne tournera plus que quatre films, de 1951 à 1955, dont Menace dans la nuit de John Berry, aux côtés de John Garfield, tous deux également mis sur ladite "liste noire"). Sinon, elle participe à quelques séries pour la télévision, entre 1953 et 1959.
En 1948, elle épouse en secondes noces l'acteur français Georges Renavent, avec lequel elle s'exile au Mexique, à Guadalajara, à la suite de cette mise à l'index. Ils meurent tous deux dans cette ville, lui en 1969, elle en 1983.

## Théâtre (à Broadway)
Pièces, sauf mention contraire
- 1921 : Launcelot and Elaine d'Edwin Milton Royle, avec Pedro de Cordoba
- 1921 : Golden Days, comédie musicale de Sidney Toler et Marion Short, avec Helen Hayes
- 1922 : Billeted de F. Tennyson Jesse et H.M. Harwood, avec Lumsden Hare
- 1922 : Her Temporary Husband d'Edward A. Paulton[1]
- 1923 : Peer Gynt d'Henrik Ibsen (+ musique d'Edvard Grieg), adaptée par Charles et William Archer, avec Romney Brent, Charles Halton, Louise Closser Hale, Edward G. Robinson, Joseph Schildkraut
- 1924 : Rust de Robert Presnell
- 1924 : She stoops to conquer d'Oliver Goldsmith, décors de Norman Bel Geddes, avec Harry Beresford, Elsie Ferguson, Helen Hayes, J.M. Kerrigan, Basil Sydney
- 1925 : Jane, our Stranger de Mary Borden
- 1926 : The Masque of Venice de George Dunning Gribble
- 1926-1927 : Yellow de Margaret Vernon, production de George M. Cohan, avec Helen Mack, Chester Morris, Spencer Tracy
- 1927-1928 : Paradise de William J. Hurlbut, avec Helen Flint, Elizabeth Patterson, Warren William
- 1928 : Napoleon de B. Harrison Orkow, avec Lionel Atwill
- 1928 : Jeu dans le château (Játék a kastélyban - The Play's the Thing) de Ferenc Molnár, adaptation de Pelham Grenville Wodehouse, avec Gavin Muir
- 1929 : Thunder in the Air de Robins Millar, avec Leonard Willey
- 1930 : Launcelot and Elaine sus-visée, reprise
- 1930 : Milestones d'Arnold Bennett et Edward Knoblauch, avec Beulah Bondi, Ernest Cossart
- 1930 : Le Marchand de Venise (The Merchant of Venice) de William Shakespeare, avec Dorothy Tree
- 1931 : Heat Wave de Roland Pertwee, avec Henry Daniell, Lionel Pape, Basil Rathbone
- 1931 : Le Train du monde (The Way of the World) de William Congreve, avec Ernest Cossart, Walter Hampden, Gene et Kathleen Lockhart, Cora Witherspoon
- 1931 : The Roof de John Galsworthy, avec Ernest Cossart, Henry Hull
- 1932-1933 : When Ladies meet de (et mise en scène par) Rachel Crothers, avec Walter Abel, Frieda Inescort, Herbert Rawlinson, Spring Byington
- 1934 : Days Without End d'Eugene O'Neill
- 1934 : Good-bye Please de Burt Clifton, avec Percy Kilbride
- 1934 : Portrait of Gilbert de Carlton Miles
- 1935 : On Stage de B.M. Kaye, avec Alan Marshal, Frederick Worlock
- 1936 : Among those sailing de Laura Walker
- 1937 : Curtain Call de Le Roy Bailey
- 1937 : Young Mr. Disraeli d'Elswyth Thane

## Filmographie partielle

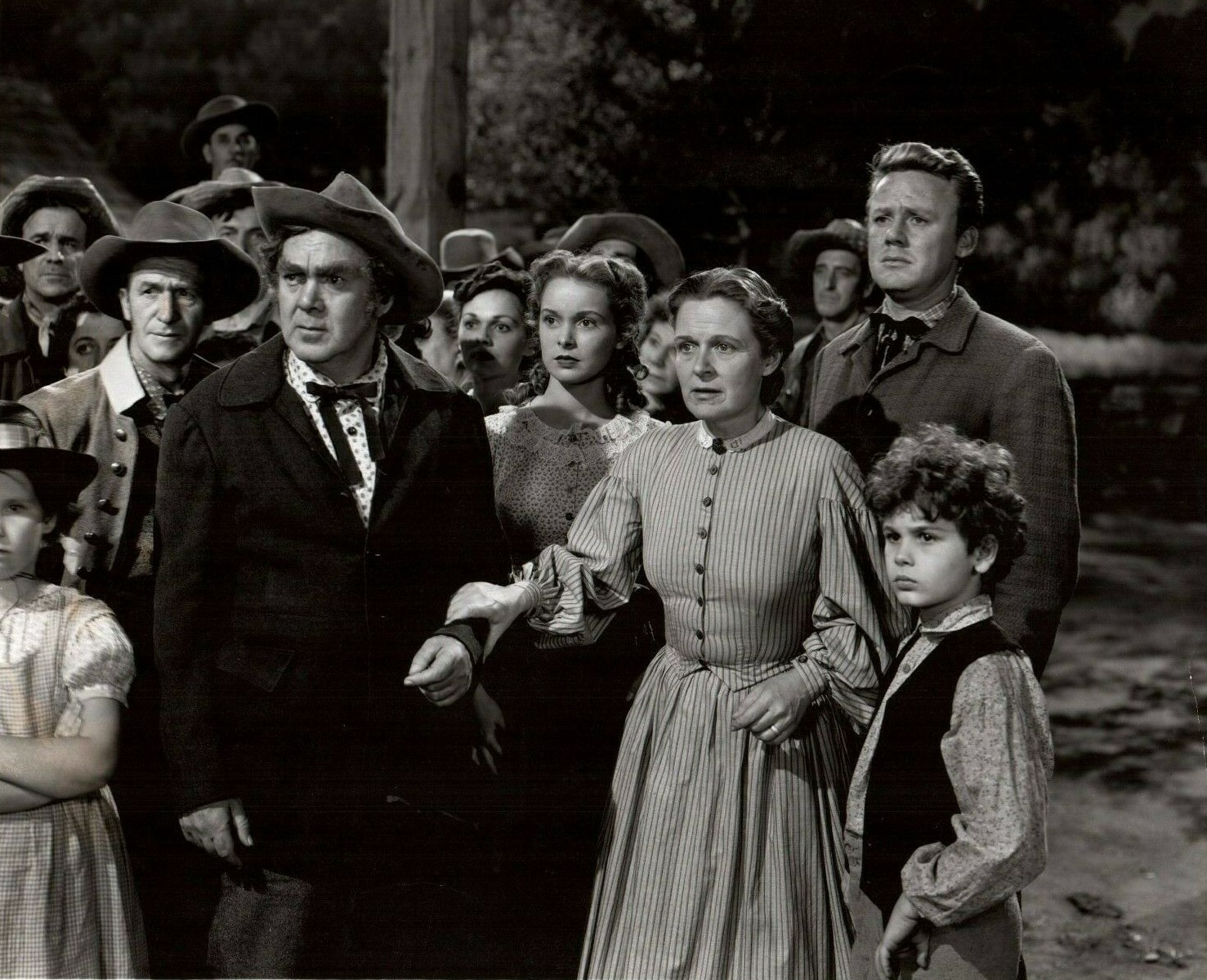
Thomas Mitchell, Janet Leigh, Selena Royle,
Van Johnson et Dean Stockwell enfant (de g. à d.), dans L'Heure du pardon (1947)

- 1932 : The Misleading Lady de Stuart Walker
- 1943 : Le Cabaret des étoiles (Stage Door Canteen) de Frank Borzage (caméo)
- 1944 : J'avais cinq fils (The Sullivans) de Lloyd Bacon
- 1944 : Madame Parkington (Mrs. Parkington) de Tay Garnett
- 1944 : Trente Secondes sur Tokyo (Thirty Seconds Over Tokyo) de Mervyn LeRoy
- 1945 : This Man's Navy de William A. Wellman
- 1946 : Le Courage de Lassie (Courage of Lassie) de Fred M. Wilcox
- 1946 : Les Demoiselles Harvey (The Harvey Girls) de George Sidney
- 1946 : Ses premières ailes (Gallant Journey) de William A. Wellman
- 1946 : Nuit et Jour (Night and Day) de Michael Curtiz
- 1946 : Pas de congé, pas d'amour (No Leave, No Love) de Charles Martin
- 1946 : Les Vertes Années (The Green Years) de Victor Saville
- 1947 : Éternel Tourment (Cass Timberlane) de George Sidney
- 1947 : L'Heure du pardon (The Romance of Rosy Ridge) de Roy Rowland
- 1948 : Jeanne d'Arc (Joan of Arc) de Victor Fleming : Isabelle d'Arc
- 1948 : Belle Jeunesse (Summer Holiday) de Rouben Mamoulian
- 1948 : Ainsi sont les femmes (A Date with Judy) de Richard Thorpe
- 1948 : Le Fils du pendu (Moonrise) de Frank Borzage
- 1948 : Madame et ses pantins (Smart Woman) d'Edward A. Blatt
- 1948 : Choisie entre toutes (You Were Meant for Me) de Lloyd Bacon
- 1949 : Il y a de l'amour dans l'air (My Dream is Yours) de Michael Curtiz
- 1949 : Garçons en cage (Bad Boy) de Kurt Neumann
- 1949 : You're My Everything de Walter Lang
- 1949 : L'Héritière (The Heiress) de William Wyler
- 1950 : L'Esclave du gang (The Damned don't cry) de Vincent Sherman
- 1950 : Le Chevalier de Bacchus (The Big Hangover) de Norman Krasna
- 1950 : Marqué au fer (Branded) de Rudolph Maté
- 1951 : Menace dans la nuit (He ran all the Way) de John Berry
- 1951 : Feu sur le gang (Come Fill the Cup) de Gordon Douglas
- 1953 : Robot Monster de Phil Tucker
- 1955 : Murder is my Beat d'Edgar G. Ulmer